# Institut Pasteur de Shanghai
L'Institut Pasteur de Shanghaï de l'Académie chinoise des Sciences était une institution de recherche créée conjointement par l'Académie chinoise des sciences de Shanghaï et l'Institut Pasteur de France. Il a été fondé en 2004 et est situé dans le district de Xuhui, à Shanghai, en Chine. Il est engagé dans la recherche médicale sur les principales maladies infectieuses, dont sur la COVID-19 et l'immunité face au SARS-CoV-2 responsable de la pandémie de COVID-19 en 2019-2020.
Il était dirigé en commun par l’Institut Pasteur et de l’Académie de Sciences de Chine. Cependant, des désaccords sur la gouvernance ont abouti à la fin des activités communes le 8 mars 2023.

## Instituts de recherche
- Laboratoire clé de virologie moléculaire et d'immunologie, Académie chinoise des sciences
- Centre de diagnostic des agents pathogènes
- Centre de R&D sur les vaccins
- Antibody Drug Center